# Martinet ros ventre-roig
El martinet ros ventre-roig o martinet ros de ventre roig (Ardeola rufiventris) és una espècie d'ocell de la família dels ardèids (Ardeidae) que habita aiguamolls, canyars i pantans d'Àfrica oriental i Meridional, a Uganda, Ruanda, sud de la República Democràtica del Congo, Zàmbia, nord de Namíbia, nord de Botswana, Angola, Malawi, Zimbàbue i l'extrem est de Sud-àfrica.